# Пес і жебрак
Пес і жебрак (англ. The Pooch and the Pauper) — американська кінокомедія режисера Алекса Заммана, за сценарієм Беннетта Єлліна і Марка Стейлена. Це одна з найоригінальніших екранізацій відомого «Принца і жебрака».

## Сюжет
Сюжет фільму «Пес і жебрак» побудований навколо двох собак. Пес Ліберті — собака Президента. Його життя у Білому Домі сповнена достатку і задоволень. За спокоєм щасливчика стежать спеціальні охоронці. А у бездомного дворняги Гуляки, точно такої ж породи і зовнішності, життя — це постійна боротьба за існування. Це завдання непросте, та ще постійно треба бути напоготові, щоб не потрапити в поле зору працівників з вилову бродячих собак. Але одного разу, з волі випадку, їхні шляхи перетинаються. І цікаві пси з готовністю міняються місцями, щоб заглянути в інший, невідомий раніше світ.

## У ролях
| Актор                 | Роль              |
| --------------------- | ----------------- |
| Річард Карн           | агент Дайнвілл    |
| Фред Віллард          | президент         |
| Вінсент Сківеллі      | Віллі Вішбов      |
| Коді Джонс            | Найт              |
| Керолін Данн          | Мері              |
| Лаура Прес            | Марґарет Калдвелл |
| Пітер МакНікол        | Ліберті озвучення |
| Деріл Мітчелл         | Гуляка озвучення  |
| Джордж Вендт          | Шелдон Спаркс     |
| Брайан Гантер         | агент             |
| Мейтленд Остін-Ольсен | Пісклес           |
| Кей Кейслі            | Нун               |